# 1995 en informatique
1994 en informatique - 1995 - 1996 en informatique
Cet article présente les principaux évènements de 1995 dans le domaine informatique.

## Événements
- Internet : Le moteur de recherche AltaVista[1] de DEC indexe 15 millions de pages du WWW, part de l'Internet.
- Décès de John Vincent Atanasoff, concepteur du premier ordinateur électronique, le Atanasoff-Berry Computer.

### Amérique du Nord
- mars : fondation de l'entreprise Yahoo!
- Y2K : Discours du consultant canadien Peter de Jaeger devant le Sénat américain, sur les risques liés au passage informatique à l'an 2000.
- 23 mai : Annonce officielle du langage de programmation Java.
- 30 septembre : première version de DirectX (directX 1.0) sous Windows 95.

### Europe / France
- Y2K : lancement des travaux du CIGREF sur le passage informatique à l'an 2000, avec une dizaine de grandes entreprises.
- 1er avril : création d'un comité pour la compétitivité et la sécurité économique.
- Mise en ligne de la base Mérimée.

## Standards
- Première publication de la norme ISO/CEI 11179 sur les registres de métadonnées.
- Création du groupe de travail Dublin Core sur les métadonnées.
- Regroupement des versions 2 et 3 du protocole de recherche d'information Z39.50.
- HTML 2.0

## Technologie

### Microinformatique
- Intel présente le Pentium Pro, destiné principalement aux architectures multi-processeurs. C'est le premier processeur de sixième génération d'Intel (architecture de type 6x86).
- Cyrix présente son premier processeur de sixième génération (architecture 6x86), moins communément appelé le MI. Les modèles de MI se font sur le principe du Processor Rating.
- AMD présente le 5k86, dont l'architecture est en fait de type 4x86. Les modèles de 5k86 se font sur le principe du Processor Rating.
- NexGen présente le Nx686. C'est un processeur de sixième génération (architecture 6x86) et de type RISC, qui se veut le concurrent direct du Pentium Pro (et il en avait les moyens). Il ne sera jamais vendu sous ce nom, car la même année, AMD rachète l'entreprise.
- La sortie du système d'exploitation Microsoft Windows 95 (nom de code : Chicago) a lieu le 24 août 1995, après quelques mois de retard.
- Avec les performances accrues du bus PCI, les constructeurs de cartes graphiques abandonnent rapidement les bus ISA et VLB.
- La mémoire EDO fait son apparition. C'est une barrette de type SIMM à 72 connecteurs gérant 32 bits de données, qui possède un détrompeur (pour empêcher tout branchement d'une barrette SIMM 30 connecteurs sur l'entrée SIMM 72 connecteurs), et qui se décline en deux fréquences : 33 ou 66 MHz (la mémoire FPM n'existant qu'à 25 ou 33 MHz). Les temps d'accès oscillent entre 50 et 60 nanosecondes, contre 70 à 80 nanosecondes pour la mémoire FPM. Du fait que la mémoire EDO fonctionne sur un bus 64 bits, il faut impérativement les apparier, c'est-à-dire faire fonctionner deux barrettes à la fois.
- Le 6 novembre 1995, 3dfx, né fin mars de cette même année, présente au COMDEX (alors un des plus grands salons internationaux de la technologie) une carte graphique « accélératrice » entièrement destinée à la 3D, la Voodoo Graphics Accelerator. La carte graphique a été conçue dans les usines d'Orchid, 3dfx ne proposant que les deux puces nécessaires. Cette annonce fait l'effet d'une bombe, puisque de nombreux constructeurs s'intéressent de près à ce composant très prometteur.